# جاي كريستوفر يبرش
جاي كريستوفر يبرش (بالإنجليزية: J. Christopher Burch)‏ هو شخصية أعمال أمريكي، ولد في 28 مارس 1953 في برين مار ‏ في الولايات المتحدة.